# غار آقجلو (۳)
غار آقجلو (۳) مربوط به دوران فرادیرینه‌سنگی است و در شهرستان شیراز، بخش زرقان، دهستان رحمت آباد، ۱/۵ کیلومتری شمال غربی روستای آق جلو واقع شده و این اثر در تاریخ ۳۰ بهمن ۱۳۸۶ با شمارهٔ ثبت ۲۰۹۹۱ به‌عنوان یکی از آثار ملی ایران به ثبت رسیده است.